# Yunxiao
Yúnxiāo Xiàn o condado de Yúnxiāo es una localidad de la ciudad-prefectura de Zhangzhou en la provincia de Fujian, República Popular China, con una población censada en noviembre de 2010 de 415 835 habitantes.
Se encuentra situada en el sur de la provincia, cerca de la frontera con la provincia de Guangdong y de la costa del mar de China Meridional.